# Gesellschaft für Innere und Äußere Mission im Sinne der lutherischen Kirche

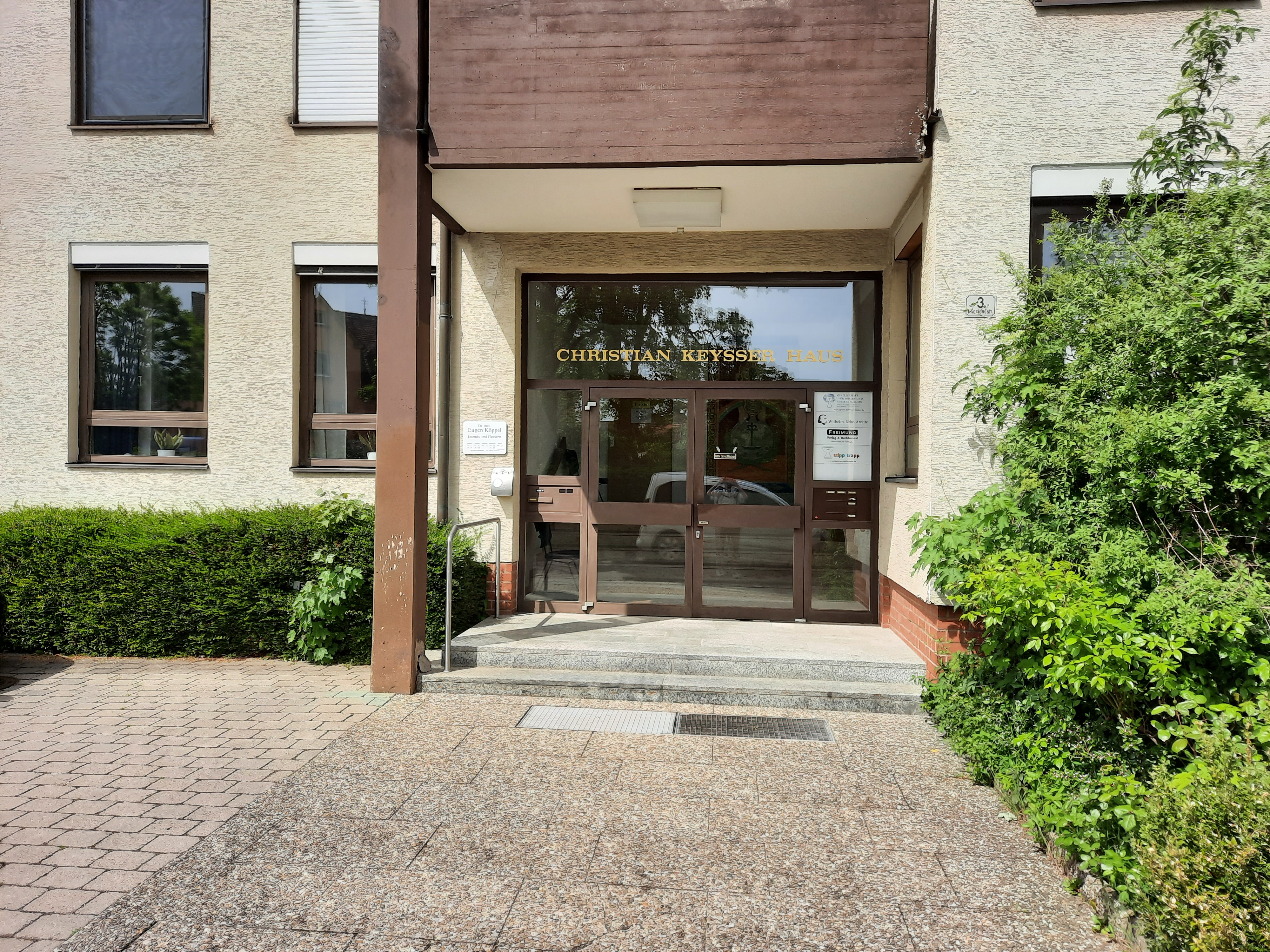
Das Christian-Keyßer-Haus, Sitz der Gesellschaft

Die Gesellschaft für Innere und Äußere Mission im Sinne der lutherischen Kirche e. V. ist ein Missionswerk mit Sitz in Neuendettelsau, das 1849 von Wilhelm Löhe gegründet wurde. Zur Gesellschaft gehören die Freimund GmbH (Verlag, Druckerei und Buchhandlung) und das Einkehrhaus Lutherrose. Sie ist Herausgeber der konservativen Zeitschrift CA – Confessio Augustana und Veranstalter von Volksmissionen. Die Gesellschaft ist Mitglied in der Arbeitsgemeinschaft Missionarische Dienste (AMD).
Die Gesellschaft war über 100 Jahre auch in der Überseemission tätig (vor allem in Papua-Neuguinea). Bedeutende Missionare waren Christian Keyßer, Johann Flierl und Friedrich Bauer. Seit 1972 wird die Überseemission vom Missionswerk Bayern (MWB) übernommen.
Zum Leitungskreis der Gesellschaft zählen u. a. Heinrich Herrmanns, ehemaliger Landesbischof der Evangelisch-Lutherischen Landeskirche Schaumburg-Lippe, und Dietrich Blaufuß, Pfarrer und Autor zahlreicher theologischer Arbeiten.

## Freimund-Verlag
Im Freimund-Verlag erscheinen seit 1930 christliche Bücher vorwiegend konservativ-lutherischer Prägung. Zu den bekannteren Autoren zählen Georg Vicedom, Johann Flierl, Walter Künneth, Ernst Kinder, Martin Wittenberg, Hermann Dietzfelbinger, Reinhard Slenczka, Johann Anselm Steiger, Hans Schwarz, Ernst Volk, Manfred Seitz, Karl-Hermann Kandler, Friedrich Beißer und Jörg Baur.
Von größerer Bedeutung sind die Kritische Gesamtausgabe zu Wilhelm Löhe und die zahlreichen Studien zu Löhes Wirken in der Bayerischen Landeskirche. Außerdem wird bei Freimund der Feste-Burg-Andachtskalender verlegt, zu dem konfessionell-lutherische Pastoren aus dem ganzen deutschsprachigen Raum beitragen und der zurzeit von SELK-Pfarrer i. R. Dr. Albrecht Adam herausgegeben wird.